# Carlos Sala
Carlos Sala Molera (Barcelona, 20 maart 1960) is een Spaans voormalig atleet, die gespecialiseerd was in hordelopen. Hij was na Javier Moracho de beste Spaanse hordeloper in de jaren tachtig. Hij was zevenmaal Spaans kampioen op de 110 m horden en tienmaal op de 60 m horden. Hij nam deel aan de Olympische Spelen van 1980, 1984, 1988, 1992 en 1996. Zijn beste resultaat was in Los Angeles in 1984, waar hij zevende werd in de finale van de 110 m horden. 
In februari 2001 beëindigde Sala zijn atletiekcarrière, nadat hij er niet in was geslaagd om zich te kwalificeren voor zijn zesde Olympische Spelen, die van Sydney in 2000.

## Titels
- Ibero-Amerikaans kampioen 110 m horden - 1986, 1990
- Spaans kampioen 110 m horden - 1986, 1988, 1989, 1990, 1991, 1992, 1993
- Spaans indoorkampioen 60 m horden - 1983, 1988, 1989, 1990, 1991, 1992, 1993, 1995, 1996, 1997

## Persoonlijke records
| Onderdeel        | Prestatie | Datum            | Plaats    |
| ---------------- | --------- | ---------------- | --------- |
| 60 m horden ind. | 7,78 s    | 9 maart 1991     | Sevilla   |
| 110 m horden     | 13,44 s   | 16 augustus 1987 | Barcelona |

## Palmares

### 60 m horden
- 1983:  Spaanse indoorkamp. - 7,81 s
- 1986: 4e EK indoor – 7,74 s
- 1988:  Spaanse indoorkamp. - 7,68 s
- 1988:  EK indoor – 7,67 s
- 1989:  Spaanse indoorkamp. - 7,81 s
- 1989: 5e EK indoor – 7,82 s
- 1990:  Spaanse indoorkamp. - 7,75 s
- 1991:  Spaanse indoorkamp. - 7,80 s
- 1992:  Spaanse indoorkamp. - 7,87 s
- 1993:  Spaanse indoorkamp. - 7,82 s
- 1995:  Spaanse indoorkamp. - 7,82 s
- 1996:  Spaanse indoorkamp. - 7,77 s
- 1997:  Spaanse indoorkamp. - 7,76 s

### 110 m horden
- 1983:  Middellandse Zeespelen – 13,55 s
- 1983: 1e[1] Ibero-Amerikaanse kamp. – 13,74 s
- 1984: 7e OS – 13,80 s
- 1986:  Spaanse kamp. - 13,81 s
- 1986:  Ibero-Amerikaanse kamp. – 13,89 s
- 1986:  EK – 13,50 s
- 1987: 6e WK – 13,55 s
- 1988:  Spaanse kamp. - 13,67 s (+RW)
- 1988:  Ibero-Amerikaanse kamp. – 13,9 s
- 1989:  Spaanse kamp. - 13,69 s
- 1990:  Spaanse kamp. - 13,78 s
- 1990:  Ibero-Amerikaanse kamp. – 13,97 s
- 1991:  Spaanse kamp. - 13,91 s
- 1991:  Middellandse Zeespelen – 13,64 s
- 1992:  Spaanse kamp. - 13,66 s
- 1992:  Ibero-Amerikaanse kamp. – 13,76 s
- 1993:  Spaanse kamp. - 13,91 s (+RW)